# Luke Ayling
Luke David Ayling (* 25. August 1991 in Lambeth, London) ist ein englischer Fußballspieler, der seit August 2016 bei Leeds United unter Vertrag steht.
Ayling gilt als vielseitig einsetzbarer Spieler. Er besetzt am Spielfeld hauptsächlich die Position des rechten Außenverteidigers, kann aber auch auf die Positionen des Innenverteidigers, Außenmittelfelspielers und defensiven Mittelfeldspielers ausfüllen.
Nachdem er die Jugendakademie des FC Arsenals durchlief, aber für die Profis zu keinem Einsatz kam, wechselte er im März 2010 in einem Leihgeschäft zu Yeovil Town. Diese verpflichteten ihn nach Saisonende fest und er spielte dort vier Jahre. Nach einem zweijährigen Aufenthalt bei Bristol City wechselte er 2016 letztendlich zu seinem jetzigen Verein Leeds United.

## Karriere

### FC Arsenal
Im Alter von 10 Jahren kam Ayling in die Jugendakademie des Londoner Vereins FC Arsenal, obwohl er sich selbst als Anhänger des Stadtrivalen FC Chelsea bezeichnet. In den Jugendmannschaften der Gunners spielte er Seite an Seite mit späteren Premier-League-Spielern Jack Wilshere und Kyle Bartley. Er war ein wichtiger Bestandteil der Mannschaft Arsenals, welcher mit dem Gewinn der Premier Academy League und dem FA Youth Cup, das Double in der Saison 2008/09 erringen konnte. Dabei bildete er mit Bartley eine schier unüberwindbare Defensive. Nach der erfolgreichen Spielzeit wurde er mit seinem ersten professionellen Vertrag belohnt. Im UEFA-Champions-League-Spiel gegen Olympiakos Piräus am 9. Dezember 2009, wurde er zum ersten und einzigen Mal in den Kader der ersten Mannschaft berufen. Bei der 0:1-Auswärtsniederlage wurde er schließlich nicht eingewechselt. Auch bei der Reservemannschaft kam Ayling in der Saison nur zu drei Einsätzen, sodass seine Zukunft bei den Gunners ungewiss war.

### Yeovil Town
Im März 2010 wechselte Luke Ayling in einem Leihgeschäft für einen Monat zum Football-League-One-Verein Yeovil Town. Am 2. April 2010 bestritt er sein Debüt im Profifußball, als er beim 0:0-Unentschieden gegen Southend United in der Schlussphase für Keiran Murtagh ins Spiel kam. Am 14. April 2010 wurde der Leihvertrag Aylings bis Saisonende 2009/10 verlängert. Bei der 0:1-Niederlage im letzten Spiel der Spielzeit gegen Brighton & Hove Albion stand er erstmals in der Startformation der Glovers. Während seiner Leihe kam er auf vier Einsätze für Yeovil.
Ayling verließ Arsenal letztendlich im Juni 2010, nachdem sein Kontrakt ausgelaufen war. Am 30. Juni 2010 unterzeichnete Ayling einen permanenten Vertrag bei Yeovil Town. Sein Debüt gab er am 7. August 2010 beim 2:1-Heimsieg gegen Leyton Orient. Der junge Verteidiger wurde bereits kurz nach seiner Ankunft zu einem wichtigen Bestandteil in der Startformation Yeovils, die in dieser Saison bereits früh in den Abstiegskampf gerieten, jedoch am Ende mit Rang 14 im Mittelfeld klassieren konnten. In seiner ersten Saison 2010/11 kam er auf 39 Einsätze, in denen er elf gelbe und zwei gelb-rote Karten sammelte.
Die Abstiegssorgen des Vereins aus Somerset setzten sich in der folgenden Spielzeit 2011/12 fort, in der Ayling nur zwei der 44 Ligaspiele versäumte. Am 21. Januar 2012 bereitete er bei der 2:3-Niederlage gegen den FC Bury beide treffer seiner Mannschaft vor. In dieser Saison platzierte sich Yeovil auf dem 17. Rang.
In der folgenden Saison 2012/13 klassierte man sich überraschend mit dem 4. Platz für die Playoffs, welche man gewinnen konnte. Ayling bestritt beide Halbfinalspiele gegen Sheffield United und das Finale gegen den FC Brentford im Wembley-Stadion über die volle Dauer. Mit 47 Saisoneinsätzen war er ein wichtiger Bestandteil der erfolgreichen Saison Yeovils, welche mit dem Aufstieg in die zweitklassige Football League Championship gekrönt wurde.
Sein erstes Pflichtspieltor gelang ihm am 27. August 2013 im League-Cup-Spiel gegen Birmingham City, welches jedoch im Elfmeterschießen verloren wurde. Am 18. März 2014 erzielte er auch sein erstes Ligator für Yeovil Town, als er beim Unentschieden gegen Wigan Athletic in der 95. Minute den Ausgleich zum 3:3-Endstand erzielen konnte. Bereits elf Tage später traf er bei der 1:4-Heimpleite gegen den FC Barnsley erneut. Trotz diesen Treffern hielt Yeovil Town in der Ligatabelle seit der Rückrunde die Rote Laterne inne und musste am Ende nach einer Saison in der Championship den Abstieg in die League One hinnehmen. Ayling verlängerte daraufhin seinen auslaufenden Vertrag nicht und verließ am Saisonende 2013/14 Yeovil Town nach vier Jahren und 184 Einsätzen.

### Bristol City
Am 8. Juli 2014 unterschrieb er einen Dreijahresvertrag beim Ligakonkurrenten Bristol City. Für die Robins debütierte er am 9. August beim 2:1-Auswärtssieg gegen Sheffield United. In dieser Saison stand er in allen 58 Pflichtspielen hauptsächlich als Innenverteidiger am Platz und verpasste insgesamt nur 73 Spielminuten. Mit Bristol gewann er am 22. März 2015 die Football League Trophy mit einem 2:0-Finalsieg gegen den FC Walsall. Auch in der Liga überzeugte seine Mannschaft und sicherte sich am 44. Spieltag mit einem 0:0-Unentschieden gegen Coventry City den Meistertitel. Vier Tage schaffte man beim 6:0-Kantersieg bei Bradford City bereits den Aufstieg in die Football League Championship. In diesem Spiel erzielte Ayling außerdem eines seiner vier Saisontore.
In der Saison 2015/16 bestritt er 33 Ligaspiele für Bristol City, welche mit Platz 18 den Abstieg verhindern konnten. Aufgrund einer Taktikänderung wurde er im Februar 2016 aus der Startformation verdrängt.

### Leeds United
Am 11. August 2016 wechselte Ayling zum Ligakonkurrenten Leeds United, wo er einen Dreijahresvertrag unterschrieb. Als Ablösesumme wurden rund 900.000 € fällig. Sein Debüt für Leeds bestritt er zwei Tage später bei der 1:2-Heimpleite gegen Birmingham City. Nachdem der startende Rechtsverteidiger Gaetano Berardi aufgrund einer Sehnenverletzung ausgefallen war, begann Ayling die Saison auf dieser Position. Aufgrund seiner starken Form verblieb er auch nach der Rückkehr des Publikumslieblings Berardi im Oktober in der Startformation. Am 7. November wurde er, nach seiner starken Leistung beim 3:2-Auswärtssieg gegen Norwich City, für das EFL-Team der Woche nominiert. In seiner ersten Saison im Trikot der Whites bestritt er 44 Spiele, in denen er drei Tore vorbereiten konnte.
Beim 4:1-Sieg im League-Cup-Spiel gegen Port Vale am 9. August 2017, führte er sein Team erstmals als Kapitän auf den Platz. Für die Saison 2017/18 wurde er als Vizekapitän hinter Liam Cooper bestimmt. Am 19. Oktober 2017 unterschrieb Ayling einen neuen Vierjahresvertrag bei Leeds, welcher ihn bis zum Juni 2021 an den Verein bindet. Am Neujahrstagsspiel 2018 gegen Nottingham Forest verletzte sich Ayling, nach einem Tackling von seinem ehemaligen Teamkollegen Liam Bridcutt, schwer am Knöchel. Diese Verletzung sollte ihn für die restliche Saison zum Zusehen verdammen, dennoch kehrte er am letzten Spieltag auf den Platz zurück. Beim 2:0-Heimsieg gegen die Queens Park Rangers stand er bereits das gesamte Spiel wieder am Spielfeld.
Am 18. August 2018 erzielte Ayling, beim 2:0-Heimsieg gegen Rotherham United, in seinem 78. Einsatz für Leeds United, sein erstes Pflichtspieltor. Beim 1:1-Unentschieden gegen den FC Brentford am 6. Oktober 2018, wurde Ayling nach einer fragwürdigen Entscheidung vom Schiedsrichter des Feldes verwiesen. Am 27. Oktober zog er sich erneut gegen Nottingham Forest eine schwere Verletzung zu. Der erlittene Innenbandriss setzte Ayling eineinhalb Monate außer Gefecht. Bereits am 23. Dezember 2018 kehrte Ayling wieder in die Startformation der Whites zurück. Am 30. März 2019 absolvierte er beim 3:2-Heimsieg gegen den FC Millwall sein 100. Ligaspiel für Leeds United. In diesem Spiel erzielte er außerdem sein zweites Ligator für seinen Verein. Leeds qualifizierte sich in dieser Saison 2018/19 mit dem 3. Tabellenplatz für die Aufstiegsplayoffs, bei denen man jedoch bereits im Halbfinale gegen Derby County scheiterte.

## Erfolge

### FC Arsenal
- Premier Academy League: 2008/09
- FA Youth Cup: 2008/09

### Yeovil Town
- Aufstieg in die Football League Championship: 2012/13

### Bristol City
- Football League One: 2014/15
- Football League Trophy: 2014/15